# Smáralind
Smáralind si trova in mezzo alla regione di Höfuðborgarsvæðið, a Reykjavík in Islanda. È uno dei centri commerciali più grandi del paese, con più di settanta tra negozi, ristoranti e servizi. Al suo interno si trova di tutto, da un cinema e una farmacia fino al negozio di bevande e alcolici Vínbúð, negozi di caramelle e risotranti. Smáralind è stato aperto il 10 ottobre 2001 alle 10:10 GMT. Smáralind è in concorrenza con un altro centro commerciale, Kringlan e il centro storico di Reykjavík. Kringlan, Smáralind e il quartiere Downtown di Reykjavík sono distanti pochi chilometri l'uno dall'altro.